# Caesalpinia nhatrangensis
Caesalpinia nhatrangensis är en ärtväxtart som först beskrevs av François Gagnepain, och fick sitt nu gällande namn av Jules Eugène Vidal. Caesalpinia nhatrangensis ingår i släktet Caesalpinia och familjen ärtväxter. Inga underarter finns listade i Catalogue of Life.